# Környezet-gazdaságtan
A környezet-gazdaságtan a közgazdaságtan résztudományainak egyike, amely környezeti kérdésekkel, mindenekelőtt a természeti erőforrások kezeléséhez és a környezetszennyezéshez kapcsolódó problémákkal foglalkozik. Ennek megfelelően a környezet-gazdaságtant két különálló részterületre szokás osztani.

## A természeti erőforrások gazdaságtana
A természeti erőforrások két nagy csoportja a megújuló és a nem megújuló vagy kimerülő erőforrásoké. A természeti erőforrások gazdaságtanának legfontosabb kérdése, hogy mi ezen erőforrások Pareto-optimális felhasználási mértéke, vagyis mi az a kitermelési szint, amely a társadalom maximális jólétét biztosítja.

### A nem megújuló erőforrások optimális felhasználása

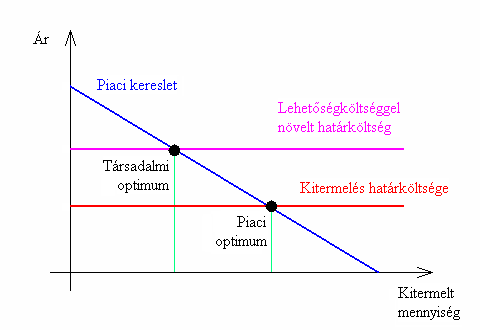
Nem megújuló erőforrás kitermelésének magánpiaci és társadalmi optimuma

Kimerülő erőforrások esetében a kérdés a következő: a még rendelkezésre álló készlet mennyiségének ismeretében hogyan válasszunk a jelenbeli és a jövőbeli kitermelés között? Hiszen a most felhasználandó mennyiség szükségszerűen a jövőbeli kitermelés lehetőségeit csökkenti. Ugyanezt a problémát másképpen úgy is megfogalmazhatjuk, hogy a jelenbeli felhasználás közvetlenül felmerülő költsége mellett fellép egy lehetőségköltség is, amely a jövőbeni lehetőségeink csökkenését fejezi ki számszerűen. Ekkor viszont megállapítható, hogy az erőforrás társadalmilag optimális ára (közvetlen határköltség + lehetőségköltség) meg fogja haladni a versenyzői piacon kialakuló árat, ami a határköltséggel egyenlő. A piaci keresleti görbe negatív meredekségének köszönhetően pedig a Pareto-hatékony mennyiség el fog maradni a magánpiaci szereplők számára optimális mennyiségtől.
Belátható, hogy akkor alakul ki Pareto-hatékony szituáció, ha a lehetőségköltség jelenértéke minden egyes jövőbeli időszakban (például évben) állandó. Ekkor viszont a tényleges értéke a kamatláb (tőkeköltség) mértékének megfelelően, exponenciálisan növekszik. Ez a megállapítás Hotelling-szabályként ismert.
Képletszerűen felírva, ha P0 a 0., P1 az 1. időszaki ár, MC a kitermelés – időben állandónak feltételezett – határköltsége, r pedig a kamatláb:
A t-edik időszakban a Pareto-hatékony árat a következő képlet fogja szolgáltatni:
Az erőforrás társadalmilag optimális árának tehát folyamatosan növekednie kell az idő előrehaladtával (ellentétben a piaci árral, ami minden időszakban MC-vel lenne egyenlő, tehát konstans maradna). Ez a növekedés oda vezethet, hogy az erőforrás iránti kereslet még a készlet teljes kimerülése előtt 0-ra csökken, a vevők áttérnek más, helyettesítő erőforrások alkalmazására. Magánpiaci optimumban a felhasznált mennyiség nem változik az idővel, így a kitermelés mindaddig folytatódik, amíg az erőforrás teljesen ki nem merül, vagy a készlet olyannyira megfogyatkozik, hogy a határköltség (MC) növekedésnek indul, így a kitermelés gazdaságtalanná válik.

### A megújuló erőforrások optimális felhasználása
A megújuló erőforrások esetében alkalmazni fogunk egy olyan megkülönböztetést, amit a kimerülő erőforrásoknál nem tettünk meg. Egyáltalán nem mindegy ugyanis, hogy egy bizonyos megújuló erőforrás magán- vagy köztulajdonban van-e.
Előbbi esetben, ha a tulajdonos tisztában van a mennyiség természetes növekedésének szabályaival, jól felfogott érdeke, hogy a készletet az idők végeztéig megőrizze, vagyis minden időszakban legfeljebb a növekményt termelje ki. Ez és négy további tényező határozza meg a tulajdonos adott időszaki felhasználásról hozott döntését:
- Élőlénypopulációk esetében – az úgynevezett biológiai növekedési törvénynek megfelelően – a felhasznált mennyiség a fennmaradó készlet mértékén keresztül a jövőbeli kitermelhető növekményt is befolyásolja.
- Az általában a felhasználás volumenétől függő kitermelési költségek, valamint az eltartóképességet (kicsit leegyszerűsítve ez a lehetséges legnagyobb készletet jelenti), illetve a jövőbeli növekmények mértékét befolyásoló tevékenységek haszna és költségei.
- A piaci kereslet. Ha az erőforrásért a vevői nagyobb árat hajlandóak fizetni, a tulajdonosnak az lesz az érdeke, hogy nagyobb mennyiséget termeljen ki.
- A piaci kamatláb. Ha ez magas, akkor a tulajdonos a jövőbeli felhasználást jelenbelire váltja át, mivel előbbi jelenértékben kevesebbet fog érni a számára. Az állítás természetesen megfordítva is igaz.

Köztulajdonban lévő megújuló erőforrásoknál viszont nincs olyan egyedüli tulajdonos, aki döntene a teljes felhasználás mértékéről. Az egyes kitermelők (itt például egy köztulajdonban lévő tóhoz járó halászokra kell gondolni) úgy határozzák meg a maguk által kitermelt mennyiséget, hogy kizárólag saját hasznukat maximalizálják. Ez azonban olyan következménnyel járhat, ami magántulajdon esetén nem fordulhatott volna elő: ha az erőforrás felhasználásának üteme időszakról időszakra meghaladja annak természetes növekményét, az egyébként megújuló erőforrás véges időn belül kimerül. Jó példája ennek a jelenségnek a közlegelők tragédiája.

## A környezetszennyezés gazdaságtana
A környezetszennyezés gazdaságtanának középpontjában a külső gazdasági hatás, az externália fogalma áll. Mivel a környezetszennyezés a negatív termelői externáliák egyik legjellegzetesebb példája, ezért közgazdasági vizsgálatához az ezen típusú externáliákkal kapcsolatos alapvető mikroökonómiai megállapítások áttekintése szükséges.
Tekintsünk egy környezetszennyező vállalatot. A tevékenységéhez kapcsolódó költségeket két csoportba kell sorolnunk. Az egyik a cég által viselt költségeket jelenti, amilyenek például a felszerelés, a karbantartás, az energiaellátás költségei vagy az alkalmazottaknak fizetett bérek. Ezek a költségek többnyire a vállalat által gyártott termék kibocsátásának volumenével arányosak. Másfelől – sajnos sokkal nehezebben számszerűsíthető –, úgynevezett externális költségek jelentkeznek a szennyezésből adódóan: például a természeti környezet károsodása, a környéken lakók egészségi helyzetének, komfortérzetének romlása, lakóházaik elértéktelenedése, és így tovább. Ezek a költségek a szennyezés mértékétől függnek, és csak a társadalom egésze számára jelentkeznek, a cégnél magánál nem, így a haszon képződése mellett az állam, a társadalom terhei növekednek.

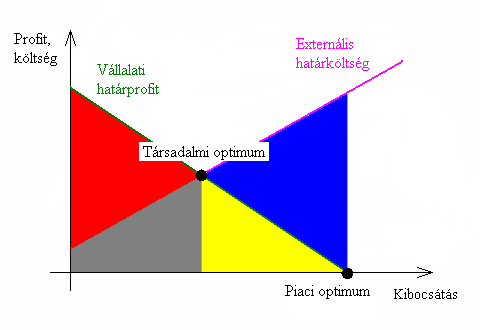
Externália társadalmi és magánpiaci optimumának meghatározódása

Ha feltételezzük, hogy a vállalat által kibocsátott szennyezés mértéke – adott technológia mellett – arányos a termeléssel (ami egyáltalán nem szükségszerű, de a matematikai elemzés érdekében élnünk kell ezzel a feltevéssel), akkor az externális határköltséget (azaz a szennyezés okozta költség egységnyi pluszkibocsátás által okozott növekményét, matematikai szempontból az externális költségfüggvény első deriváltját) ábrázolhatjuk a kibocsátás függvényében. Ez azért szükséges, hogy ugyanebben a koordináta-rendszerben felrajzolhassuk a vállalat határprofitfüggvényét, ami a cég profitjának (bevétel mínusz a belső költségek) alakulását mutatja minden egyes termelési szinten, ha a kibocsátás egy egységgel emelkedik.
A profitmaximalizáló vállalat addig fogja növelni a termelését, amíg a határprofitja egyenlő nem lesz 0-val, hiszen ha olyan kibocsátási szint mellett döntene, amelynél a függvény értéke pozitív, egy egységnyi plusztermeléssel a profitját még tovább tudná növelni. A vállalati vagy magánpiaci optimum tehát a határprofitfüggvény és a vízszintes tengely metszéspontjában fog kialakulni. Magának a maximális profitnak az összege az ábrán pirossal, szürkével és sárgával jelölt területek együttesével lesz egyenlő. A szennyezés externális költségeit a szürke, a sárga és a kék területek összegzésével kapjuk.
Ha ugyanakkor a kibocsátáshoz kötődő „társadalmi összhasznot” a vállalati profit és az externális költségek különbségeként értelmezzük, akkor ez az érték nem a piaci optimumban a legmagasabb, hanem a határprofit- és az externális határköltséggörbe metszéspontjában („társadalmi optimum”). A társadalmilag optimális szintet meghaladó kibocsátásegységekre az externális határköltség már meghaladja a cég profitját, így a „társadalmi összhaszon” folyamatosan csökkenni fog. Ez az új optimum érdeke a „társadalom egészének”, de nem érdeke a vállalatnak: ebben az esetben ugyanis a profit a piros és a szürke terület összegére redukálódik.
Fontos megjegyezni, hogy a szennyezés a társadalmi optimumban sem szűnik meg, az externális költségek nem csökkennek le 0-ra (hanem csak a szürke trapéz területére). Csupán a termelésből eredő profit és a szennyezésből származó károk különbsége – amit „társadalmi összhaszonnak” neveztünk – lesz a lehetséges legnagyobb. A szennyezés teljes megszüntetéséhez a kibocsátás leállítására és a vállalat bezárására volna szükség; vagy pedig új technológia alkalmazására, amely probléma jelen modellben nem kezelhető.

### Megoldási lehetőségek
A következőkben olyan eszközöket fogunk megvizsgálni, amelyek segítségével elérhető, hogy a magánpiaci optimum a társadalmi optimum irányába mozduljon el, vagy – ideális esetben – megegyezzen azzal.

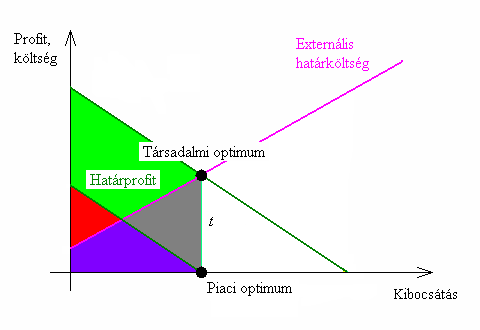
A Pigou-féle adó koncepciója

#### Adó kivetése
A negatív termelői externáliákra kivetett adó ötlete Arthur Cecil Pigou-tól származik. Eszerint a kibocsátás minden egységére a társadalmilag optimális externális határköltséggel azonos mértékű, a szennyező vállalat által fizetendő adót (t) kell kivetni. Ekkor ugyanis minden kibocsátási egységre jutó határprofit t-vel csökken, aminek a következménye az lesz, hogy az új határprofitfüggvény a társadalmi optimumhoz tartozó kibocsátási szintnél találkozik a vízszintes tengellyel. A cég által megállapított, jelen körülmények között számára legkedvezőbb kibocsátási szint egybe fog esni a társadalom szempontjából legkedvezőbbel. A vállalat teljes profitja a pirossal és a lilával jelölt terület összegére csökken, az externális költség pedig egyenlő lesz a társadalmilag optimálissal. Emellett a beszedett adóból a zölddel jelölt trapéznak megfelelő mértékű állami bevétel is keletkezik.
A Pigou-féle adó legnagyobb hátránya, hogy megállapításához az államnak pontosan tisztában kell lennie a társadalmilag optimális externális határköltség mértékével, aminek meghatározásához viszont a határprofit- és externális költségfüggvényeket kéne pontosan ismerni. Ezek az elvárások irreálisnak tűnnek egy információhiánnyal küszködő, a társadalom szereplői által különböző mértékben befolyásolt államapparátussal szemben, amelynek ráadásul fő célja lehetséges, hogy az adóbevételnek megfelelő zöld terület minél jobban történő kiterjesztése. A koncepció másik nagy hibája, hogy – amint ezt már említettük – magában foglalja a feltételezést, miszerint a szennyezés mértéke a termelés volumenének függvénye. Ezzel a Pigou-adó a sokszor hasznosabb technológiai újítások helyett kizárólag a vállalat által gyártott termék kibocsátásának visszafogására ösztönöz.

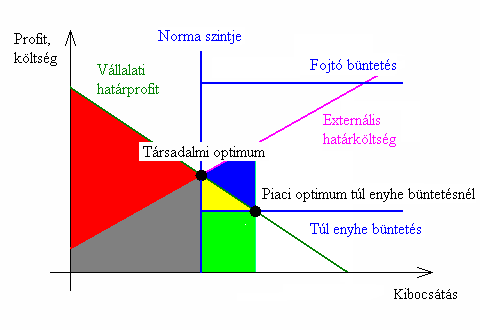
A normával történő szabályozás modellje

#### Normával történő szabályozás
A társadalmilag optimális kibocsátási szint elérésének másik lehetősége az állam számára, hogy megállapítsa a még megengedhető maximális kibocsátást, ezalatti termelésnél ne vessen ki semmiféle adót, a normát meghaladó kibocsátást viszont büntesse. A normát ideális esetben természetesen a társadalmilag optimális kibocsátási szinten kell beállítani. A társadalmi optimum ekkor is egybe fog esni a magánpiacival, a vállalat profitja a piros és a szürke terület összegével, a teljes externális költség pedig a szürke területtel lesz egyenlő.
A normával történő szabályozás nagy előnye, hogy már nem foglalja magában a termelés és szennyezés közti arányosságra vonatkozó feltevést. A normát többnyire nem is termelési, hanem közvetlenül szennyezési szintben szokás meghatározni. Ugyanakkor a Pigou-féle adóval ellentétben ez a rendszer csak akkor biztosít állami bevételt, ha büntetés kivetése válik szükségessé.
Vizsgáljuk meg alaposabban a büntetés problémáját. Számítani lehet ugyanis arra, hogy a vállalat meg fogja szegni a normát, ha a büntetés kellően alacsony. Ekkor ugyanis a társadalmi optimumon felüli kibocsátásból eredő határprofit egy darabig meg fogja haladni a cég számára költségként jelentkező büntetést, így a büntetéssel csökkentett profit egészen a két egyenes metszéspontjáig növelhető. Ekkor a zöld téglalap területe állami bevételként, a sárga háromszögé vállalati pluszprofitként, míg a kék háromszögé társadalmi veszteségként fog jelentkezni a társadalmi optimumhoz képest. A társadalomnak a három terület összegével megegyező mértékű pótlólagos externális költséget kell elszenvednie. Ezen probléma megelőzésére állami információhiány esetén úgynevezett fojtó büntetés alkalmazható. Ha az állam nagyon magasan állapítja meg a büntetés mértékét, annak hatása azonos lesz azzal, mintha éppen a társadalmi optimumban „húzná meg a vízszintes vonalat”. Mindegy tehát, hogy a büntetés mennyire magas, a lényeg csupán az, hogy a megállapított norma szintjéhez tartozó határprofitot meghaladja.

## Külső hivatkozások
- Kerekes Sándor: A környezetgazdaságtan alapjai. Budapest, 1998.
- Szlávik János (szerk.): Környezetgazdaságtan. Typotex Kiadó, 2008. ISBN 978-963-9664-62-3
- Magyar Környezetgazdaságtani Központ